# Liste der Nummer-eins-Hits in Australien (1980)
Diese Liste enthält alle Nummer-eins-Hits in Australien im Jahr 1980. Grundlage sind die Top 50 der australischen Charts der ARIA. Es gab in diesem Jahr 14 Nummer-eins-Singles und 12 Nummer-eins-Alben.

## Singles
| ← 1979 ← | Liste der Nummer-eins-Hits in Australien | Liste der Nummer-eins-Hits in Australien | Liste der Nummer-eins-Hits in Australien                                                   | 1981 →                    |
| \| Zeitraum \| Wo. ges. \| Interpret \| Titel Autor(en) \| Zusätzliche Informationen \| \| (Zeitraum, Wochen auf Platz eins, Interpret, Titel, Autor[en], zusätzliche Informationen) \| \| \| \| \| \| ----------------------------------------------------------------------------------------- \| -------- \| ------------------------ \| ------------------------------------------------------------------------------------------ \| ------------------------- \| \| 3. Dezember 1979 – 20. Januar 1980 7 Wochen \| 7 \| The Buggles \| Video Killed the Radio Star Geoffrey Downes, Trevor Charles Horn, Bruce Martin Woolley \| – \| \| 21. Januar 1980 – 10. Februar 1980 3 Wochen \| 3 \| Michael Jackson \| Don’t Stop ’til You Get Enough Michael Joe Jackson \| – \| \| 11. Februar 1980 – 24. Februar 1980 2 Wochen \| 2 \| KC and the Sunshine Band \| Please Don’t Go Harry Wayne Casey, Richard Finch \| – \| \| 25. Februar 1980 – 13. April 1980 7 Wochen \| 7 \| Queen \| Crazy Little Thing Called Love Frederick Mercury \| – \| \| 14. April 1980 – 8. Juni 1980 8 Wochen \| 8 \| Split Enz \| I Got You Neil Mullane Finn \| – \| \| 9. Juni 1980 – 22. Juni 1980 2 Wochen \| 2 \| Rocky Burnette \| Tired of Toein’ the Line Rocky Burnette, Ronald Donavon Coleman \| – \| \| 23. Juni 1980 – 6. Juli 1980 2 Wochen \| 2 \| The Vapors \| Turning Japanese David Vinten Fenton \| – \| \| 7. Juli 1980 – 3. August 1980 4 Wochen \| 4 \| Village People \| Can’t Stop the Music Beauris Allen Whitehead Jr., Henri Belolo, Jacques Morali, Phil Hurtt \| – \| \| 4. August 1980 – 17. August 1980 2 Wochen \| 2 \| Lipps, Inc. \| Funkytown Steven Phillip Greenberg \| – \| \| 18. August 1980 – 28. September 1980 6 Wochen \| 6 \| Dschinghis Khan \| Moskau Musik: Ralph Siegel jun.; Text: Bernd Meinunger \| – \| \| 29. September 1980 – 26. Oktober 1980 4 Wochen \| 4 \| Diana Ross \| Upside Down Bernard Edwards, Nile Gregory Rodgers \| – \| \| 27. Oktober 1980 – 9. November 1980 2 Wochen \| 2 \| Leo Sayer \| More Than I Can Say Sonny Curtis, Jerry Allison \| – \| \| 10. November 1980 – 23. November 1980 2 Wochen \| 2 \| Barbra Streisand \| Woman in Love Barry Alan Gibb, Robin Gibb \| – \| \| 24. November 1980 – 18. Januar 1981 8 Wochen \| 8 \| Joe Dolce \| Shaddap You Face Joseph Dolce \| – \| |                                          |                                          |                                                                                            |                           |
| ← 1979 |                                          |                                          |                                                                                            | → 1981 →                  |
| Zeitraum | Wo. ges.                                 | Interpret                                | Titel Autor(en)                                                                            | Zusätzliche Informationen |
| (Zeitraum, Wochen auf Platz eins, Interpret, Titel, Autor[en], zusätzliche Informationen) |                                          |                                          |                                                                                            |                           |
| 3. Dezember 1979 – 20. Januar 1980 7 Wochen | 7                                        | The Buggles                              | Video Killed the Radio Star Geoffrey Downes, Trevor Charles Horn, Bruce Martin Woolley     | –                         |
| 21. Januar 1980 – 10. Februar 1980 3 Wochen | 3                                        | Michael Jackson                          | Don’t Stop ’til You Get Enough Michael Joe Jackson                                         | –                         |
| 11. Februar 1980 – 24. Februar 1980 2 Wochen | 2                                        | KC and the Sunshine Band                 | Please Don’t Go Harry Wayne Casey, Richard Finch                                           | –                         |
| 25. Februar 1980 – 13. April 1980 7 Wochen | 7                                        | Queen                                    | Crazy Little Thing Called Love Frederick Mercury                                           | –                         |
| 14. April 1980 – 8. Juni 1980 8 Wochen | 8                                        | Split Enz                                | I Got You Neil Mullane Finn                                                                | –                         |
| 9. Juni 1980 – 22. Juni 1980 2 Wochen | 2                                        | Rocky Burnette                           | Tired of Toein’ the Line Rocky Burnette, Ronald Donavon Coleman                            | –                         |
| 23. Juni 1980 – 6. Juli 1980 2 Wochen | 2                                        | The Vapors                               | Turning Japanese David Vinten Fenton                                                       | –                         |
| 7. Juli 1980 – 3. August 1980 4 Wochen | 4                                        | Village People                           | Can’t Stop the Music Beauris Allen Whitehead Jr., Henri Belolo, Jacques Morali, Phil Hurtt | –                         |
| 4. August 1980 – 17. August 1980 2 Wochen | 2                                        | Lipps, Inc.                              | Funkytown Steven Phillip Greenberg                                                         | –                         |
| 18. August 1980 – 28. September 1980 6 Wochen | 6                                        | Dschinghis Khan                          | Moskau Musik: Ralph Siegel jun.; Text: Bernd Meinunger                                     | –                         |
| 29. September 1980 – 26. Oktober 1980 4 Wochen | 4                                        | Diana Ross                               | Upside Down Bernard Edwards, Nile Gregory Rodgers                                          | –                         |
| 27. Oktober 1980 – 9. November 1980 2 Wochen | 2                                        | Leo Sayer                                | More Than I Can Say Sonny Curtis, Jerry Allison                                            | –                         |
| 10. November 1980 – 23. November 1980 2 Wochen | 2                                        | Barbra Streisand                         | Woman in Love Barry Alan Gibb, Robin Gibb                                                  | –                         |
| 24. November 1980 – 18. Januar 1981 8 Wochen | 8                                        | Joe Dolce                                | Shaddap You Face Joseph Dolce                                                              | –                         |

## Alben
| ← 1979 ← | Liste der Nummer-eins-Hits in Australien | Liste der Nummer-eins-Hits in Australien | Liste der Nummer-eins-Hits in Australien | 1981 →                    |
| \| Zeitraum \| Wo. ges. \| Interpret \| Titel \| Zusätzliche Informationen \| \| (Zeitraum, Wochen auf Platz eins, Interpret, Titel, zusätzliche Informationen) \| \| \| \| \| \| ------------------------------------------------------------------------------ \| -------- \| ---------------------------- \| --------------------------------- \| ------------------------- \| \| 17. Dezember 1979 – 6. Januar 1980 3 Wochen \| 3 \| Bee Gees \| Bee Gees Greatest \| – \| \| 7. Januar 1980 – 3. Februar 1980 4 Wochen \| 4 \| Electric Light Orchestra \| ELO’s Greatest Hits \| – \| \| 4. Februar 1980 – 17. Februar 1980 2 Wochen \| 2 \| Creedence Clearwater Revival \| 20 Golden Greats \| – \| \| 18. Februar 1980 – 2. März 1980 2 Wochen \| 2 \| The Police \| Reggatta de Blanc \| – \| \| 3. März 1980 – 30. März 1980 4 Wochen \| 4 \| Pink Floyd \| The Wall \| – \| \| 31. März 1980 – 13. April 1980 2 Wochen \| 2 \| Michael Jackson \| Off the Wall \| – \| \| 14. April 1980 – 22. Juni 1980 10 Wochen \| 10 \| Split Enz \| True Colours \| – \| \| 23. Juni 1980 – 24. August 1980 9 Wochen \| 9 \| Village People \| Can’t Stop the Music \| – \| \| 25. August 1980 – 5. Oktober 1980 6 Wochen \| 6 \| Electric Light Orchestra \| ELO’s Greatest Hits \| – \| \| 6. Oktober 1980 – 9. November 1980 5 Wochen \| 5 \| David Bowie \| Scary Monsters (And Super Creeps) \| – \| \| 10. November 1980 – 22. Dezember 1980 6 Wochen \| 6 \| Barbra Streisand \| Guilty \| – \| \| 23. Dezember 1980 – 1. März 1981 10 Wochen \| 10 \| John Lennon & Yoko Ono \| Double Fantasy \| – \| |                                          |                                          |                                          |                           |
| ← 1979 |                                          |                                          |                                          | → 1981 →                  |
| Zeitraum | Wo. ges.                                 | Interpret                                | Titel                                    | Zusätzliche Informationen |
| (Zeitraum, Wochen auf Platz eins, Interpret, Titel, zusätzliche Informationen) |                                          |                                          |                                          |                           |
| 17. Dezember 1979 – 6. Januar 1980 3 Wochen | 3                                        | Bee Gees                                 | Bee Gees Greatest                        | –                         |
| 7. Januar 1980 – 3. Februar 1980 4 Wochen | 4                                        | Electric Light Orchestra                 | ELO’s Greatest Hits                      | –                         |
| 4. Februar 1980 – 17. Februar 1980 2 Wochen | 2                                        | Creedence Clearwater Revival             | 20 Golden Greats                         | –                         |
| 18. Februar 1980 – 2. März 1980 2 Wochen | 2                                        | The Police                               | Reggatta de Blanc                        | –                         |
| 3. März 1980 – 30. März 1980 4 Wochen | 4                                        | Pink Floyd                               | The Wall                                 | –                         |
| 31. März 1980 – 13. April 1980 2 Wochen | 2                                        | Michael Jackson                          | Off the Wall                             | –                         |
| 14. April 1980 – 22. Juni 1980 10 Wochen | 10                                       | Split Enz                                | True Colours                             | –                         |
| 23. Juni 1980 – 24. August 1980 9 Wochen | 9                                        | Village People                           | Can’t Stop the Music                     | –                         |
| 25. August 1980 – 5. Oktober 1980 6 Wochen | 6                                        | Electric Light Orchestra                 | ELO’s Greatest Hits                      | –                         |
| 6. Oktober 1980 – 9. November 1980 5 Wochen | 5                                        | David Bowie                              | Scary Monsters (And Super Creeps)        | –                         |
| 10. November 1980 – 22. Dezember 1980 6 Wochen | 6                                        | Barbra Streisand                         | Guilty                                   | –                         |
| 23. Dezember 1980 – 1. März 1981 10 Wochen | 10                                       | John Lennon & Yoko Ono                   | Double Fantasy                           | –                         |